# Серіщев Яків Матвійович
Яків Матвійович Серіщев (19 серпня 1930 — 2007) — радянський, український історик. Спеціаліст з історії більшовизму і КПРС. Борець ідеологічного фронту.[прояснити] Доктор історичних наук, професор (з 1984).
Народився у Сидоркіно, РСФСР. Член КПУ. Випускник кафедтри історії КПРС історичного факультету Київського державного університету імені Т. Г. Шевченка (1956).
Заступник завідувача відділом пропаганди та агітації обкому ЛКСМУ (1957—1960). Старший редактор управління видавництв Міністерства культури УРСР (1960—1961). Асистент, старший викладач (з 1966), доцент (з 1970), завідуюючий кафедри історії КПРС (1985—1995). Проректор Київського університету з навчальної роботи зі студентами іноземцями (1975—1977). Секретар партбюро історичного факультету (1981—1983). Заслужений працівник народної освіти УРСР (1991). Був одним із авторів Історії міст і сіл УРСР. Помер у Києві, Україна.
Нарогоджений Орденом дружби народів. Учні — Мельничук Лідія Семенівна, Лихогляд Микола Франкович, Стельмах Сергій Петрович тощо.

## Біографія
Народився 19 серпня 1930 року в селі Сидоркіно Олексіївського району Центрально-Чорноземної області, РСФСР. Син Матвія Серіщева.
У 1930 року переїхав до Гадяча Полтавської області, УРСР. 1946 року закінчив семирічну школу.
- 1946—1947: рахівник лісгоспу[2]. 1950 року закінчив середню школу[2].
- 1950—1951: комсорг Бугацької середньої школи[2].
- 1951—1956: студент історичного факультету Київського державного університету (КДУ)[2]. Після закінчення направлений на роботу до обкому комсомолу на посаду інструктора відділу учнівської молоді[2]. Активний помічник партії у вихованні молоді в період між XX і XXII з'їздами КПРС[2].
- липень 1957 — квітень 1960: заступник завідувача відділом пропаганди та агітації обкому ЛКСМУ[2].
- квітень 1960 — липень 1961: старший редактор управління видавництв Міністерства культури УРСР[2].
- липень 1961 — листопад 1963: головний редактор видавничого відділу, потім завідувач цього ж відділу у товаристві «Знання», УРСР[2].
- вересень 1963—1966: аспірант кафедри історії КПРС історичного факультету КДУ. Достроково написав кандидатську дисертацію на тему: «Комсомол України»[2].
- 1966: асистент кафедри історії КПРС історичного факультету КДУ. Кандидат історичних наук. Старший викладач кафедри[2].
- 1970: доцент кафедри історії КПРС історичного факультету КДУ[2].
- 1973: виконувач обов'язків декана підготовчого факультету[2].
- 1975—1977: проректор КДУ з навчальної роботи зі студентами іноземцями[2].
- 1980: доцент кафедри історії КПРС історичного факультету[2].
- 1981—1983: секретар партбюро історичного факультету[2].
- червень 1984: захистив докторську дисертацію на тему: «Діяльність КПРС щодо розвитку творчої активності молодій підвищення її ролі в комуністичному вихованні молоді»[2]. Професор.
- 1985—1995: завідувач кафедри історії СРСР (згодом історії народів Росії)[2].
- 4 грудня 1995: професор кафедри історії народів Росії[2].
- 31 серпня 2000: вийшов на пенсію[2].

Помер в 2007 р. у м. Києві.

## Нагороди
- Орден Дружби народів, медалі, почесні знаки та грамоти[2].
- 1991: Заслужений працівник народної освіти УРСР[2][3].

## Праці

### Дисертації
- Кандидатська: Комсомол України (1966, КДУ, кафедра історії КПРС)[2].
- Докторська: Діяльність КПРС щодо розвитку творчої активності молодій підвищення її ролі в комуністичному вихованні молоді (1984, там само)[2].

### Монографії
- Серищев, Я. М. По зову партии (О самоотверженом труде комсомольцев в Донбасе…). Киев, 1956.
- Серищев, Я. М. У боротьбі за коммунізм мужніє юність. Київ, 1961.
- Серищев, Я. М. Дружба народов — великое завоевание ленинской национальной политики КПСС. Киев, 1969.
- Серіщев, Я. М. Молодь — активна сила у боротьбі за комунізм. Київ, 1975.
- Серіщев, Я. М. Деятельность КПСС по развитию творческой активности молодежи и повышению ее роли вкоммунистическом стороительстве. Киев, 1983.
- Пивовар С. Ф., Серіщев Я. М., Стельмах С. П. Всесвітня історія XX століття. Київ: Феміна, 1995.

### Статті
- Серіщев, Я. М. Діяльність комсомольських організацій України по вихованню молоді в період між XX і XXII заїздами КПРС. // Український історичний журнал (УІЖ). 1964, № 2, C. 26-37.
- Серіщев, Я. М. Підвищити вимогливість до краєзнавчої літератури. // УІЖ. 1961, № 4, C. 123—125.
- Серіщев, Я. М. Розробка В. І. Леніним теоретичних проблем молодіжного руху // УІЖ. 1969, № 6, C. 24–32.
- Серіщев, Я. М. В. І. Ленін і Комуністичний Інтернаціонал Молоді: (До 50-річчя КІМ) // УІЖ. 1969. № 10. C. 3–10.
- Серищев, Я. М. Діяльність Комуністичної партії по розвитку творчої активності молоді в 60-ті — 70-ті рр. // УІЖ. 1986, № 9, С. 42–50.
- Серіщев, Я. М. Просвітницька діяльність М. А. Тулова на Україні / Я. М. Серіщев, С. П. Стельмах // УІЖ. 1990, № 3, С. 37-41.
- Кізченко А. Ф. Котов В. М., Серищев Я. М. Інституту історії АН УРСР 50 років / Санцвич, А. В., Комаренко, Н. В. Развитие исторической науки в Академии наук Украинской ССР 1936—1986 гг. — К.: Наук. думка, 1986. — 208 с. // УІЖ. — 1987. — № 1. — C. 136—137.

### Рецензії
- Джос, Ф.X.; Серіщев, Я. М.; Михайловський, І. М. В. І. Ленін про роль і місце молоді в революційному перетворенні суспільства. Львів: Вид-во Львів. ун-ту, 1974. // УІЖ. 1974. № 11, C. 132—133.
- Столяренко, В. П.; Серіщев, Я. М.; Стеля, Б. І. Виховання нової людини — справа партійна: / З досвіду роботи парторганізацій по комуністичному вихованню працівників промисловості України (1956—1965 pp.). — К.:,Вид-во Київ. ун-ту, 1970. // УІЖ. 1971, № 1, C. 139—140.
- Буцько, М. О.; Серіщев, Я. М. Нариси історії Хмельницької обласної партійної організації. — Львів: Каменяр, 1972. // УІЖ. 1972, № 10, C. 138—139.
- Єрмаков, І. Г.; Серіщев, Я. М.; Гордиенко, Л. М. Воспитание молодежи: комплексный подход: (Из опыта парт. орг. Украины по ком. воспитанию работающей молодежи). К.: Политиздат Украины, 1984. — 208 с. // УІЖ, 1984, № 10, C. 154—155.
- Серищев, Я. М., Комаренко, О. Ю. Збройні сили Росії в період імперіалізму і визрівання революційної кризи / Бескровний, А. Г. Армия и флот России в начале XX в.: Очерки военно-экономического потенциала. Москва: Наука, 1986. — 238 с. // УІЖ. 1988, № 9, C. 143—145.

### Редактор
- 150 років розвитку вітчизняної історичної науки в Київському університеті [Текст]: матеріали Республіканської наук.- практ. конф.: Київ, 20-21 жовтня 1992 р. / відп. ред. Я. М. Серіщев ; Київський ун-т ім. Тараса Шевченка. — К. : [б.в.], 1993.

## Сім'я
- Серіщев Олег Якович — випускник інституту міжнародних відносин КДУ, відділення «Міжнародні економічні відносини» (1981).

## Учні
- Мельничук Лідія Семенівна
- Лихогляд Микола Франкович
- Стельмах Сергій Петрович
- Щербак Надія Олександрівна